# Strakonický dudák (film)
Strakonický dudák je československý film režiséra Karla Steklého, natočený v roce 1955. Scénář napsal Karel Steklý, podle stejnojmenné divadelní hry Josefa Kajetána Tyla.
V hlavních rolích hráli:
- Jana Andrsová, jako lesní panna
- Josef Bek, jako voják Šavlička
- Věra Benšová, jako princezna Zulika, Aleonorosova dcera
- Rudolf Deyl st., jako starý dudák Tomáš
- Jana Ebertová, jako Kordula, Kalafunova žena
- Vlasta Fabianová, jako lesní žena Rosava, Švandova matka
- Květa Fialová, jako lesní panna Bělena
- Josef Hlinomaz, jako hostinský Mikuli
- Rudolf Hrušínský, jako Pantaleon Vocílka
- Karel Jičínský, jako král Aleonoros
- Stanislav Langer, jako králův hofmistr
- Josef Mixa, jako dudák Švanda
- Ladislav Pešek, jako vesnický muzikant Kalafuna
- Jiřina Petrovická, jako královna lesní říše Lesana
- Jaroslav Průcha, jako hajný Trnka
- František Šlégr, jako hostinský Nalejváček
- Marie Tomášová, jako Dorotka, Trnkova dcera, Švandova milá
- Vítězslav Vejražka, jako Alamír, Zuličin ženich
- Jaroslav Vojta, jako rychtář Koděra

## Hudba
Hudbu k filmu složil Jan Seidel, hrál Filmový symfonický orchestr (FISYO) za řízení Františka Belfína. 